# ميلورجانيت
ميلورجانيت هي علامة تجارية للأسمدة الصلبة الحيوية التي يتم إنتاجها عن طريق معالجة مياه الصرف الصحي في منطقة ميلووكي ميتروبوليتان للصرف الصحي بولاية ويسكونسن في الولايات المتحدة الأمريكية.
أتت تسمية ميلورجانيت من عبارة نيتروجين ميلووكي العضوي التي تشير إلى اسم المدينة التي صنع فيها هذا المنتج من سماد النيتروجين العضوي لأول مرة.
يجمع نظام الصرف الصحي في المقاطعة مياه الصرف الصحي البلدية من منطقة ميلووكي الحضرية، ثم تتم معالجة المياه العادمة بالميكروبات لتفكيك المواد العضوية العالقة بها في محطة معالجة مياه الصرف الصحي بجزيرة جونز في مدينة ميلووكي. تستخلص حمأة مياه الصرف الصحي الناتجة بعد ذلك وتجفف عن طريق الحرارة باستخدام الهواء الساخن في نطاق 900-1200 درجة فهرنهايت (482-649 درجة مئوية) مما يؤدي إلى تسخين حمأة الصرف الصحي إلى 176 درجة فهرنهايت (80 درجة مئوية) على الأقل لقتل مسببات الأمراض الموجودة بها. تكور المادة الناتجة في النهاية وتُباع في جميع أنحاء الولايات المتحدة الأمريكية تحت الاسم التجاري ميلورجانيت. أي أن مادة الميلورجانيت هي سماد يصنع من إعادة تدوير النيتروجين والفوسفور من نفايات مجاري الصرف الصحي لاستخدامها كسماد ثم تُصرف المياه العادمة بعد المعالجة إلى بحيرة ميشيغان. سجلت مقاطعة ميلووكي ميتروبوليتان للصرف الصحي منتج سماد الميلورجانيت كعلامة تجارية.

## المخاطر البيئية
أظهرت تقارير وكالة حماية البيئة الأمريكية أن المواد الصلبة الحيوية يمكن أن تحتوي على مستويات قابلة للقياس من المركبات العضوية الاصطناعية والنويدات المشعة والمعادن الثقيلة. ويُعتبر وجود المعادن الثقيلة مثيراً للقلق وقد خفضت الشركة المنتجة مستوياتها على مدار السنوات، كانت وكالة حماية البيئة الأمريكية قد وضعت حدودًا رقمية للزرنيخ والكادميوم والنحاس والرصاص والزئبق والموليبدينوم والنيكل والسيلينيوم والزنك. واستناداً إلى الحدود السموح بها فإن سماد ميلورجانيت يحتوي على معادن بمستويات آمنة كما حددتها الوكالة عند استخدامه وفقاً للتوجيهات الموجودة على ملصقات المنتجات المعتمدة.